# 더 발런

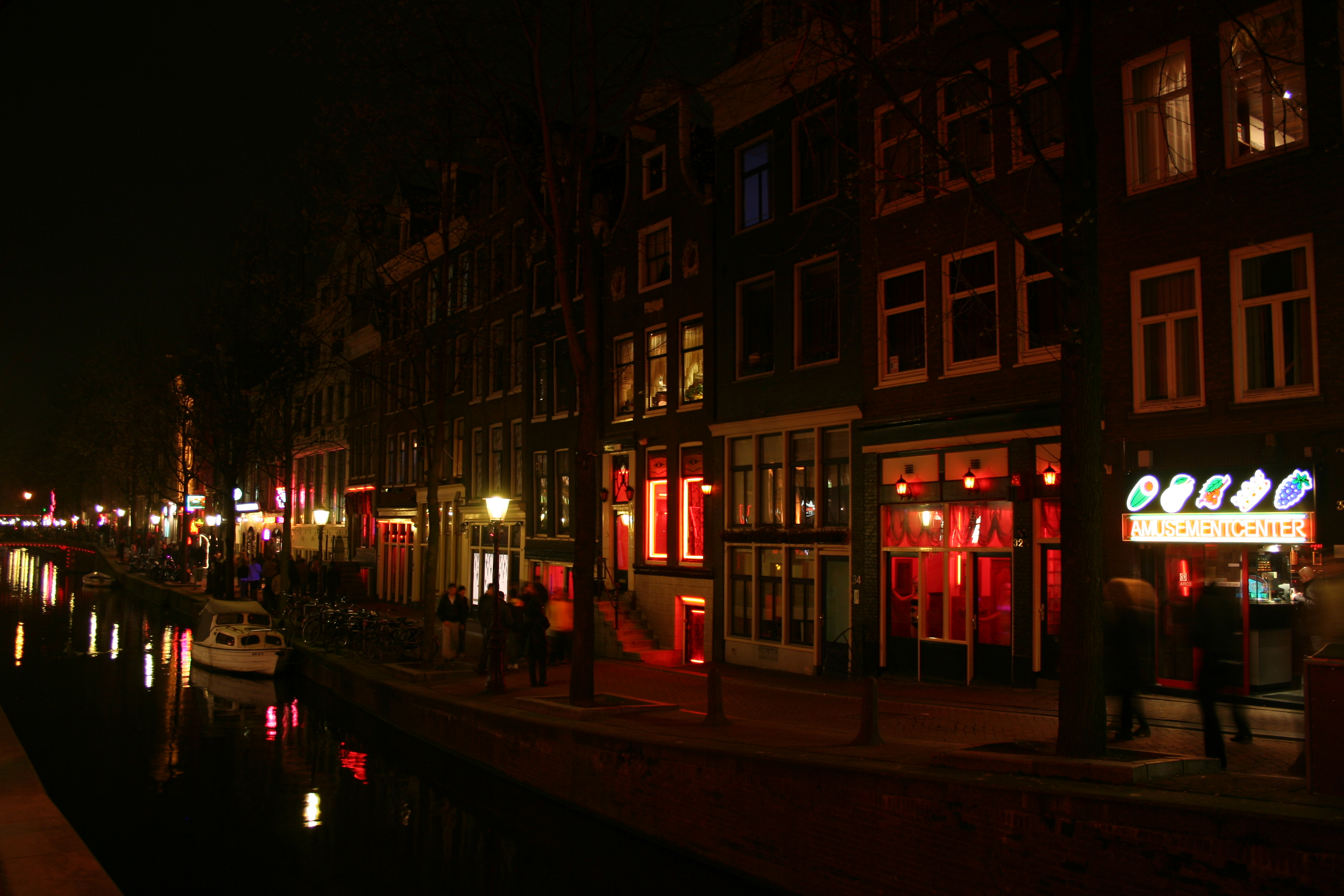
더 발런의 밤거리, 매춘부들과 상점들이 있는 거리

더 발런(네덜란드어: De Wallen)은 네덜란드 암스테르담의 홍등가이다.